# کارل ورنیکه
کارل ورنیکه (آلمانی: Carl Wernicke؛ ۱۵ مه ۱۸۴۸ – ۱۵ ژوئن ۱۹۰۵ (۵۷ سال)) پزشک، کالبدشناس، روان‌پزشک و آسیب‌شناس عصبی آلمانی بود. وی برای تحقیقات تاثیرگذارش بر روی تاثیرات آسیب‌شناسانه انواع خاصی از انسفالوپاتی و مطالعه زبان‌پریشی دریافتی شناخته شده است که هردوی این‌ها به شکلی رایج با نام ورنیکه پیوند خورده‌اند و انسفالوپاتی ورنیکه و زبانپریشی ورنیکه نامیده می‌شوند. تحقیقات او در کنار تحقیقات پل بروکا منجر به درک پیشگامانه موضعی بودن عملکردهای مغز به ویژه در گفتار شد. به همین ترتیب ناحیه ورنیکه به اسم این دانشمند نام‌گذاری شده است. کارل ورنیکه در ۱۵ مه ۱۸۴۸ در تارنوویتس شهرکی در سیلزی علیا، پروس زاده شد.